# Pinus devoniana
Espèce
Statut de conservation UICN

 LC  : Préoccupation mineure
Pinus devoniana est une espèce de conifères de la famille des Pinaceae.